# Bouvier des Ardennes
Der Bouvier des Ardennes ist eine von der FCI anerkannte belgische Hunderasse (FCI-Gruppe 1, Sektion 2, Standard Nr. 171).
Es wird vermutet, dass die Rasse ursprünglich aus den Ardennen stammt und durch Kreuzung lokaler belgischer Hunderassen im 18. Jahrhundert entstand. Der Bouvier des Ardennes ist mit bis zu 62 cm und 35 kg mittelgroß, mit struppigem Fell aus mittellangem Deckhaar mit sehr dichter Unterwolle, die für den Hund einen guten Wetterschutz darstellt. Alle Farben außer weiß sind laut Standard zulässig. Die Ohren sind behaart, stehend oder hängend. Der Bouvier des Ardennes hat ein raues Wesen und Aussehen. Er ist misstrauisch gegenüber Fremden. Er ist ein intelligenter und gehorsamer Gebrauchshund. Ursprünglich wurde er zum Bewachen und Treiben von Rinderherden eingesetzt, arbeitet aber auch mit Schafen, wobei ihm seine Schnelligkeit zugutekommt. Auch als Jagdhund wurde die Rasse eingesetzt.

## Wesen
Der Bouvier des Ardennes zeichnet sich durch eine hohe Energie sowie Hartnäckigkeit und Mut aus, wodurch er sich gut zur Verteidigung von Menschen, Eigentum oder Herden eignet. Darüber hinaus sind diese Hunde gesellig, freundlich und neugierig. Sie zeigen eine bemerkenswerte Anpassungsfähigkeit an unterschiedliche Situationen.